# Tokutarō Watanabe
Tokutarō Watanabe est l'un des propriétaires du studio photographique A. Farsari & Co. basé à Yokohama au Japon. Tonokura était à l'origine le chef opérateur de la société alors dirigée par son fondateur Adolfo Farsari puis par Tsunetarō Tonokura. Après le départ de ce dernier en 1904, Watanabe devint le nouveau propriétaire juste avant d'être remplacé par l'ancien secrétaire de la firme Itomaro Fukagawa.